# Ајде иди
Ајде иди је песма коју пева Здравко Чолић, српски певач. Песма је објављена 2000. године на албуму Окано и трећа је песма са овог албума.

## Текст и мелодија
Песма Ајде иди је ауторско дело, чији су текст написали Момчило Бајагић Бајага и Марина Туцаковић.
Музику и аранжман за песму радио је Мехмет Бадан.

## Спот
Музички видео Ајде, иди на Чолићев званични Јутјуб канал (под насловом Ајде, иди иди) отпремљен је 8. марта 2016. године.